# Court-Saint-Étienne
Court-Saint-Étienne (wa. Coû-Sint-Stiene) – miejscowość i gmina (commune) w środkowej Belgii, w Regionie Walońskim, w prowincji Brabancja Walońska, w okręgu Nivelles. 1 stycznia 2024 liczyła 10 854 mieszkańców.

## Podział administracyjny
W skład gminy nie wchodzi żadna dzielnica (section).

## Współpraca
Miejscowości partnerskie:
- Fregona, Włochy
- Vaujours, Francja